# Търновски височини
Търновските височини (или Търновска планина) са хълмисто-ридови възвишения в Северна България, в северната ивица на Средния Предбалкан, област Велико Търново, между реките Негованка и Веселина.
Търновските височини се простират между долината на река Негованка на запад, която ги отделя от платото Плужна и долината на река Веселина на изток, която ги отделя от изолираната височина Романа. На юг долината на река Янтра ги отделя от възвишението Меловете, а в района на село Шереметя седловина висока 342 м ги свързва с Присовския рид. На югозапад, в района на село Ново село се свързват с нископланинския рид Стените, а по северното им подножие преминава условната граница между Средната Дунавска равнина и Средния Предбалкан.
Дължината им от запад на изток е около 40 км, а максималната им ширина в средата е 9 – 10 км. Средната надморска височина е 360 – 400 м, като на запад и изток силно се понижава. Максималната височина е 439,8 м, разположена в Арбанашкато плато на запад от Петропавловския манастир. Северните им склонове, обърнати към река Янтра са стръмни, а останалите – полегати. Между Велико Търново и село Самоводене са проломени от река Янтра – пролома Дервент (Търновски пролом). Билото им е плоско и широко. На запад от пролома е Беляковското плато, а на изток от него – Арбанашкато плато. Изградени са от долнокредни огънати варовици, мергелни и пясъчникови пластове, които образуват Търновската антиклинала. Изобилстват карстови форми, въртопи, понори и пещери. Почвите са сиви горски и рендзини. Частично са обрасли с дъбово-габърови гори, примесени с липа. По южните, полегати склонове и по билните им заравнености са разположени обработваеми земи и пасища.
В средата на височините, около пролома на Янтра е разположен град Велико Търново, източно от него селото музей Арбанаси, а северозападно – село Беляковец. По северното им подножие са градовете Горна Оряховица и Лясковец и селата Хотница, Самоводене, Козаревец, Добри дял и Джулюница, а по южното – Родина, Драгижево, Шереметя, Леденик, Момин сбор, Ветринци, Балван и Ново село.
По северното подножие на височините и през пролома на Янтра, от Горна Оряховица до Велико Търново преминава участък от трасето на жп линията Русе – Стара Загора – Подкова.
През височините и по подножията им преминават участъци от 5 пътя от Държавната пътна мрежа:
- По цялата им дължина, на протежение от 48,5 км, от Ново село до Джулюница – участък от първокласен път № 4 Ябланица – Велико Търново – Шумен.
- През пролома на Янтра, на протежение от 10 км от Самоводене до Велико Търново – участък от първокласен път № 5 Русе – Стара Загора – ГКПП „Маказа“.
- От северозапад на югоизток, на протежение от 10,3 км от Първомайци до Драгижево – участък от второкласен път № 53 Поликраище – Сливен – Ямбол – Средец.
- В западната им част, от северозапад на югоизток, на протежение от 9,2 км, от Мусина до Пушево – участък от третокласен път № 303 Българене – Павликени – Дряново.
- От югозапад на североизток, на протежение от 5,6 км от Велико Търново до Горна Оряховица – участък от третокласен път № 514 Велико Търново – Драганово – Лом Черковна.[1]

В средата на височините, в района на Велико Търново и Арбанаси са разположени 3 известни православни манастира: Петропавловския, Патриаршеския и Преображенския.

## Топографска карта
- Лист от карта K-35-27. Мащаб: 1 : 100 000.
- Лист от карта K-35-28. Мащаб: 1 : 100 000.